# Eduard Hahn (Ethnologe)
Eduard Hahn (* 7. August 1856 in Lübeck; † 24. Februar 1928 in Berlin) war ein deutscher Agrarethnologe, Geograph und Wirtschaftshistoriker.

## Leben und Wirken
Eduard Hahn war ein Sohn von Georg Carl Hahn, des wohl ältesten deutschen Konservenfabrikanten. Seine Schwester Ida Hahn (1869–1942) pflegte die Mutter in Lübeck und zog danach zu ihrem Bruder und forschte  ebenfalls als Wirtschaftshistorikerin.
Eduard Hahn studierte ab 1877 Medizin und später Naturwissenschaften an den Universitäten Jena, Greifswald und Leipzig. 1887 promovierte er bei Ernst Häckel in Jena mit einer Dissertation über eine coprophage Käferart. Anschließend ging er nach Berlin, wo er enge freundschaftliche Kontakte mit dem Geographen Ferdinand von Richthofen pflegte. Dieser riet ihm zur Habilitation mit einer historisch-geographischen Studie über die Entstehung und Verbreitung der Haustiere.
Hahn hat dieses Thema gern aufgegriffen. Da er finanziell unabhängig war, ließ er sich jedoch damit viel Zeit. Erst 1910, im Alter von 54 Jahren, habilitierte er sich an der Universität Berlin mit einer Schrift über die Entstehung der Pflugkultur für das Fachgebiet „Geschichte und Geographie der Landwirtschaft“, im gleichen Jahr auch an der Landwirtschaftlichen Hochschule Berlin. Bis zu seinem Tode wirkte er in Berlin als Privatdozent, seit 1921 mit dem Titel eines außerordentlichen Professors. Eine größere akademische Wirksamkeit konnte er nicht mehr entfalten. 1910 wurde er in die Deutsche Akademie der Naturforscher Leopoldina aufgenommen. Er war unverheiratet geblieben.
In zahlreichen Veröffentlichungen hat Hahn versucht, die Entstehung der Frühformen des Landbaus und die Domestikation der Haustiere zu erklären. Seine bedeutendste wissenschaftliche Publikation ist das 1896 erschienene Buch Die Haustiere und ihre Beziehungen zur Wirtschaft der Menschen. In diesem originellen Werk widerlegt er die bis dahin in der Wissenschaft allgemein anerkannte "Dreistufentheorie", nach der sich der Mensch vom Urzustand des Jägers und Fischers über den Nomaden zum sesshaften Ackerbauer entwickelt habe, und ersetzt sie durch eine Theorie der Kultur- und Wirtschaftsformen. Diese neue Theorie wurde zwar von Fachwissenschaftlern (Geographen, Kulturhistorikern, Ethnologen, Soziologen) teilweise sehr kritisch beurteilt, doch die anregenden und geistreichen Überlegungen Hahns beeinflussten über Jahrzehnte die wissenschaftlichen Diskussionen über die Entwicklungsgeschichte menschlicher Arbeit in ländlichen Wirtschaftsformen.
In dem Buch Demeter und Baubo. Versuch einer Theorie der Entstehung unseres Ackerbaus (1896) behandelt Hahn den Zusammenhang der Entstehung der Pflugkultur mit religiösen Sexualanschauungen. Von seinen weiteren Büchern zur Geschichte des Landbaus sind hervorzuheben Die Entstehung der Pflugkultur (1909) und Von der Hacke zum Pflug (1914 u. 1919). In mehreren Aufsätzen, besonders jedoch in seinem Buch Die Wirtschaft der Welt am Ausgang des XIX. Jahrhunderts, (1900) präsentiert sich Hahn als pessimistischer Kulturkritiker und Gegner des Kolonialismus.

## Veröffentlichungen (Auswahl)
- Die Haustiere und ihre Beziehungen zur Wirtschaft des Menschen. Eine geographische Studie. Mit einer chromolith. Karte: Die Wirtschaftsformen der Erde. Verlag Duncker & Humblot Leipzig 1896.
- Demeter und Baubo. Versuch einer Theorie der Entstehung des Ackerbaues. Selbstverlag, bei Schmidt in Comm. Lübeck [1896].
- Die Wirtschaft der Welt am Ausgange des XIX. Jahrhunderts. Eine wirtschaftsgeographische Kritik nebst einigen positiven Vorschlägen. Verlag Carl Winter Heidelberg 1900.
- Das Alter der wirtschaftlichen Kultur der Menschheit. Ein Rückblick und ein Ausblick. Verlag Carl Winter Heidelberg 1905.
- Die Entstehung der wirtschaftlichen Arbeit. Verlag Carl Winter Heidelberg 1908.
- Die Entstehung der Pflugkultur (unsres Ackerbaus). Verlag Carl Winter Heidelberg 1911. – Zugl. Habil.-Schr. Univ. Berlin 1910.
- Von der Hacke zum Pflug. Verlag Quelle & Meyer Leipzig 1914; 2. Aufl. ebd. 1919 = Wissenschaft und Bildung Bd. 127.